# Bruno (Saskatchewan)
Bruno es un pueblo canadiense situado en la provincia de Saskatchewan.

## Superficie
Bruno tiene una superficie de 0,94 km².

## Demografía
En 2021, tenía 604 habitantes, una densidad poblacional de 643 hab./km², y 299 viviendas.